# كاثرين كلارك

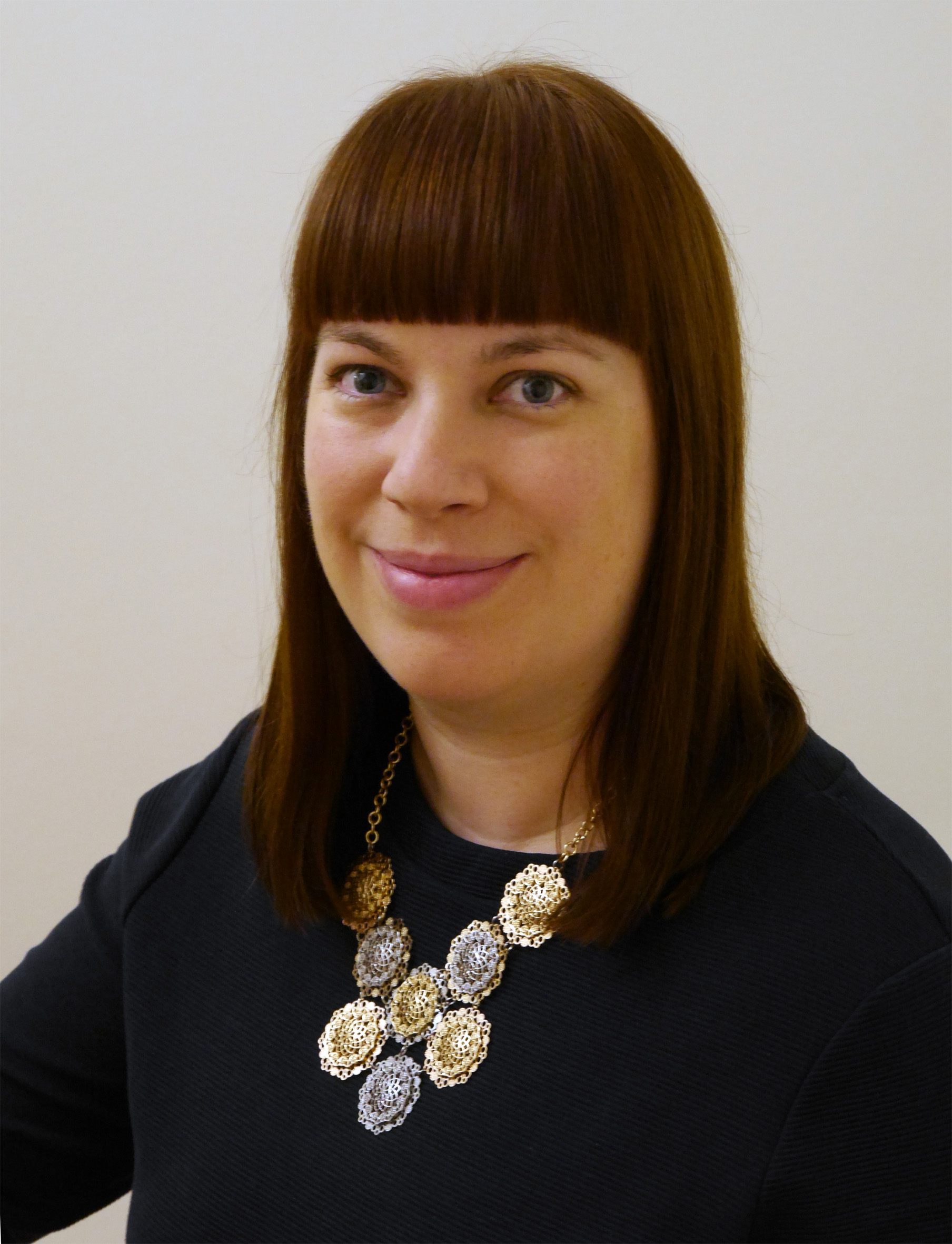
بروفيسور كاثرين كلارك

كاثرين أ. م. كلارك تشغل كرسياً في تاريخ الناس والمكان والمجتمع في معهد البحوث التاريخية، كلية الدراسات المتقدمة، جامعة لندن، حيث تشغل منصب مدير مركز التاريخ في الناس والمكان والمجتمع، ومديرة تاريخ مقاطعة فيكتوريا. وهي متخصصة في العصور الوسطى ونشرت عن السلطة والمكان والهوية في بريطانيا في العصور الوسطى.

## تعليم
حصلت كلارك على درجة الدكتوراه من قسم اللغة الإنجليزية في كلية كينجز، لندن.كانت أطروحة الدكتوراه بعنوان Locus Amoenus باللغة الإنجليزية القديمة:Guthlac A (غوثيلاك أ) والسياق الثقافي.

## مهنة
درّست كلارك في جامعة سوانسي وجامعة أكسفورد، وعُيّنت في منصب رئيس شخصي في قسم اللغة الإنجليزية في جامعة ساوثهامبتون في عام 2012، حيث لا تزال أستاذة زائرة. عُيّنت رئيسة لمعهد البحوث التاريخية، جامعة لندن، في عام 2019؛ ضمن هذا الدور هي مديرة تاريخ مقاطعة فيكتوريا، وهو مشروع وطني تأسس في عام 1899 لكتابة تاريخ المقاطعات الإنجليزية.
قادت كلارك مشاريع كبرى يمولها مركز أبحاث الفنون والعلوم الإنسانية في أماكن القرون الوسطى وتفسيرها، مثل «شاهد المدينة: المكان والمنظور في سوانسي في العصور الوسطى». يطور مشروعها «طريق سانت توماس» طريقًا تراثيًا جديدًا من سوانسي إلى هيرفورد، مستوحاة من الحج في القرون الوسطى.
في عام 2016 ألقت كلارك محاضرة دينيس هاي في جامعة أدنبره:«آلات المكان: الذاكرة والخيال والمدينة في القرون الوسطى». وهي مديرة كارمن: شبكة القرون الوسطى في جميع أنحاء العالم، ومنسقة برامج للدراسات الأنجلوسكسونية في مؤتمر ليدز الدولي السنوي في العصور الوسطى. وقد سبق لها أن فازت بزمالة زائرة في مكتبة ليلي، جامعة إنديانا، بلومينغتون.

## فهرس
- مناظر مدينة القرون الوسطى اليوم، تحرير كاثرين كلارك (ARC Press، 2019)
- كتابة السلطة في إنجلترا الأنجلوسكسونية: النصوص، التسلسل الهرمي، الاقتصادت (وودبريدج: بوديل برس، 2012)
- رسم خرائط لمدينة القرون الوسطى: الفضاء والمكان والهوية في تشيستر c.1200-1600 (كارديف: مطبعة جامعة ويلز، 2011)
- المناظر الطبيعية الأدبية وفكرة إنجلترا، 700-1400 (كامبريدج: د. س. بروير، 2006)

## الروابط الخارجية
- Profile page for the National Co-ordinating Centre for Public Engagement